# Perissus asperatus
Perissus asperatus är en skalbaggsart som beskrevs av J. Linsley Gressitt 1951. Perissus asperatus ingår i släktet Perissus och familjen långhorningar.
Artens utbredningsområde är Taiwan. Inga underarter finns listade i Catalogue of Life.